# Coppa di Francia 2022-2023 (hockey su pista)
La Coppa di Francia 2022-2023 è stata la 22ª edizione della principale coppa nazionale francese di hockey su pista riservata alle squadre di club. La competizione ha avuto luogo dal 24 settembre 2022 e si è conclusa con la final four a Coutras il 14 maggio 2023.
Il torneo è stato vinto dal SCRA Saint-Omer per la settima volta nella sua storia superando in finale il Coutras.

## Risultati

### Primo turno
| Squadra 1         | Risultato | Squadra 2 |
| ----------------- | --------- | --------- |
| 24 settembre 2022 |           |           |
| Gujan-Mestras     | 5 - 2     | Biarritz  |

### Secondo turno
| Squadra 1        | Risultato | Squadra 2            |
| ---------------- | --------- | -------------------- |
| 15 ottobre 2022  |           |                      |
| Linas Montlhery  | 4 - 3     | Sevran               |
| ASTA Nantes      | 5 - 7     | Bouguenais           |
| Plonéour-Lanvern | 3 - 4     | Pacé                 |
| Crehen           | 8 - 4     | Ergué-Gabéric        |
| Vaulx-en-Velin   | 3 - 1     | Gleizé en Beaujolais |
| Voiron           | 2 - 9     | Aix-les-Bains        |
| Gujan-Mestras    | 2 - 9     | Gazinet-Cestas       |

### Sedicesimi di finale
| Squadra 1       | Risultato | Squadra 2     |
| --------------- | --------- | ------------- |
| 5 novembre 2022 |           |               |
| Wasquehal       | 4 - 5     | Tourcoing     |
| Quintin         | 5 - 4     | Crehen        |
| Bouguenais      | 6 - 4     | Poiré Roller  |
| Linas Montlhery | 1 - 9     | Roubaix       |
| Pacé            | 10 - 1    | Saint-Brieuc  |
| Briard          | 5 - 18    | Villejuif     |
| Vaulx-en-Velin  | 2 - 5     | Aix-les-Bains |
| Saint-Sébastien | 6 - 8     | Nantes        |
| Gazinet-Cestas  | 2 - 4     | Mérignac      |

### Ottavi di finale
| Squadra 1                         | Totale | Squadra 2     | Andata | Ritorno |
| --------------------------------- | ------ | ------------- | ------ | ------- |
| 10 dicembre 2022 e 7 gennaio 2023 |        |               |        |         |
| Quévert                           | 5 - 7  | La Vendéenne  | 5 - 3  | 0 - 4   |
| Quintin                           | 3 - 13 | Ploufragan    | 1 - 5  | 2 - 8   |
| SCRA Saint-Omer                   | 14 - 7 | Nantes        | 5 - 0  | 9 - 7   |
| Pacé                              | 2 - 14 | Coutras       | 1 - 4  | 1 - 10  |
| Mérignac                          | 15 - 3 | Tourcoing     | 7 - 0  | 8 - 3   |
| Villejuif                         | 10 - 9 | Aix-les-Bains | 3 - 2  | 7 - 7   |
| Lione                             | 9 - 9  | Roubaix       | 4 - 4  | 5 - 5   |
| Noisy-le-Grand                    | 13 - 8 | Bouguenais    | 5 - 3  | 8 - 5   |

### Quarti di finale
| Squadra 1                  | Totale | Squadra 2      | Andata | Ritorno |
| -------------------------- | ------ | -------------- | ------ | ------- |
| 18 febbraio e 4 marzo 2023 |        |                |        |         |
| La Vendéenne               | 16 - 6 | Villejuif      | 8 - 2  | 8 - 4   |
| Ploufragan                 | 4 - 5  | Coutras        | 2 - 2  | 2 - 3   |
| SCRA Saint-Omer            | 8 - 5  | Roubaix        | 5 - 3  | 3 - 2   |
| Mérignac                   | 4 - 12 | Noisy-le-Grand | 1 - 6  | 3 - 6   |

### Final four

#### Semifinali
| Coutras 13 maggio 2023, ore 16:00 CEST | SCRA Saint-Omer | 5 – 4 | La Vendéenne | Patinoire Milou Ducourtioux |

| Coutras 13 maggio 2023, ore 16:00 CEST | Noisy-le-Grand | 3 – 4 | Coutras | Patinoire Milou Ducourtioux |

#### Finale
| Coutras 14 maggio 2023, ore 16:00 CEST | Coutras | 1 – 4 | SCRA Saint-Omer | Patinoire Milou Ducourtioux |